# 16973 Gaspari
16973 Gaspari este un asteroid din centura principală de asteroizi.

## Descriere
16973 Gaspari este un asteroid din centura principală de asteroizi. A fost descoperit pe 23 noiembrie 1998 la Socorro, New Mexico, în cadrul proiectului LINEAR. Asteroidul prezintă o orbită caracterizată de o semiaxă mare de 2,23 ua, o excentricitate de 0,10 și o înclinație de 4,4° în raport cu ecliptica.